# Beat de Liébana
|  | Per a altres significats, vegeu «Beat (desambiguació)». |

Beat de Liébana, (ca. 735-798), també anomenat Sant Beatus (està inscrit en el santoral catòlic, i la seva festa se celebra el 19 de febrer), fou un monjo del Monestir de San Martín de Turieno, actualment de Santo Toribio de Liébana, a la comarca de Liébana (Cantàbria), a prop dels Pics d'Europa.

## Vida
Se'n sap molt poc de la seva vida. Calculant la data de la seva obra, s'estima que va néixer cap al 735. Ingressà com a monjo a San Martín de Turieno, on desenvolupà la seva obra escrita, en la qual mantingué una llarga polèmica contra Elipand de Toledo, entorn de l'adopcionisme. Va ser conseller del rei Sil d'Astúries i confessor de la reina Adossenda d'Astúries.

## Obra
- Commentarium in Apocalypsin, la seva obra més coneguda. Consta de dotze llibres i se suposa que va tenir diverses redaccions. El càlcul de les edats del món al llibre IV indueix a sospitar-ho. La primera redacció es remuntaria a l'any 776 i la segona al 786, en plena controvèrsia adopcionista.[2]
- Apologeticum adversus Elipandum, una obra que va escriure junt a Eteri d'Osma, per enfrontar-se a l'heretgia adopcionista de l'arquebisbe Elipand de Toledo.[3]

Possibles obres seves: 
- O Dei Verbum, himne de la litúrgia mossàrab, on per primer cop es presenta Sant Jaume el Major com a apòstol de la península Ibèrica.[4]
- Liber Homiliarum es conserva en un manuscrit fragmentari del segle x (a Santillana del Mar). Són homilies per les lectures de la missa o l'ofici de matines, d'acord amb el calendari mossàrab.[5]

### L'Apocalipsi de Joan
Després de l'any 711, amb l'ocupació per part de l'islam de bona part de la Península ibèrica, els cristians no poden practicar el seu culte de dia; campanes i processons estan prohibides; moltes esglésies i monestirs visigòtics són destruïts i les persecucions són sovint sanguinàries.
L'Apocalipsi es presenta com el llibre de la resistència cristiana. Els grans símbols agafen un nou sentit. La bèstia, que designava a l'Imperi romà, es converteix en l'emirat: Babilònia no és ja Roma, sinó Còrdova.
L'Apocalipsi, que s'havia interpretat com una profecia del final de les persecucions romanes, es converteix en l'anunci de la Reconquesta. És una promesa d'entrega i càstig i el llibre acaba per adquirir, en la península ocupada, més importància que els Evangelis.
Els arrians es negaven a considerar l'Apocalipsi com un llibre revelat, i perquè se centra en la divinitat del Crist, es converteix, a partir del segle viii, en el text dels cristians que resistien. És aleshores una obra de combat, verdadera arma teològica, contra tots els que no veien en Crist a una persona divina en el mateix concepte que Déu Pare. El clergat d'Astúries referma la prescripció del IV Concili de Toledo (633): sota pena d'excomunió, "l'Apocalipsi ha de considerar-se com un llibre canònic; es llegirà en la Missa entre la Pasqua i Pentecosta ".

## Beatus
Article principal: Beatus

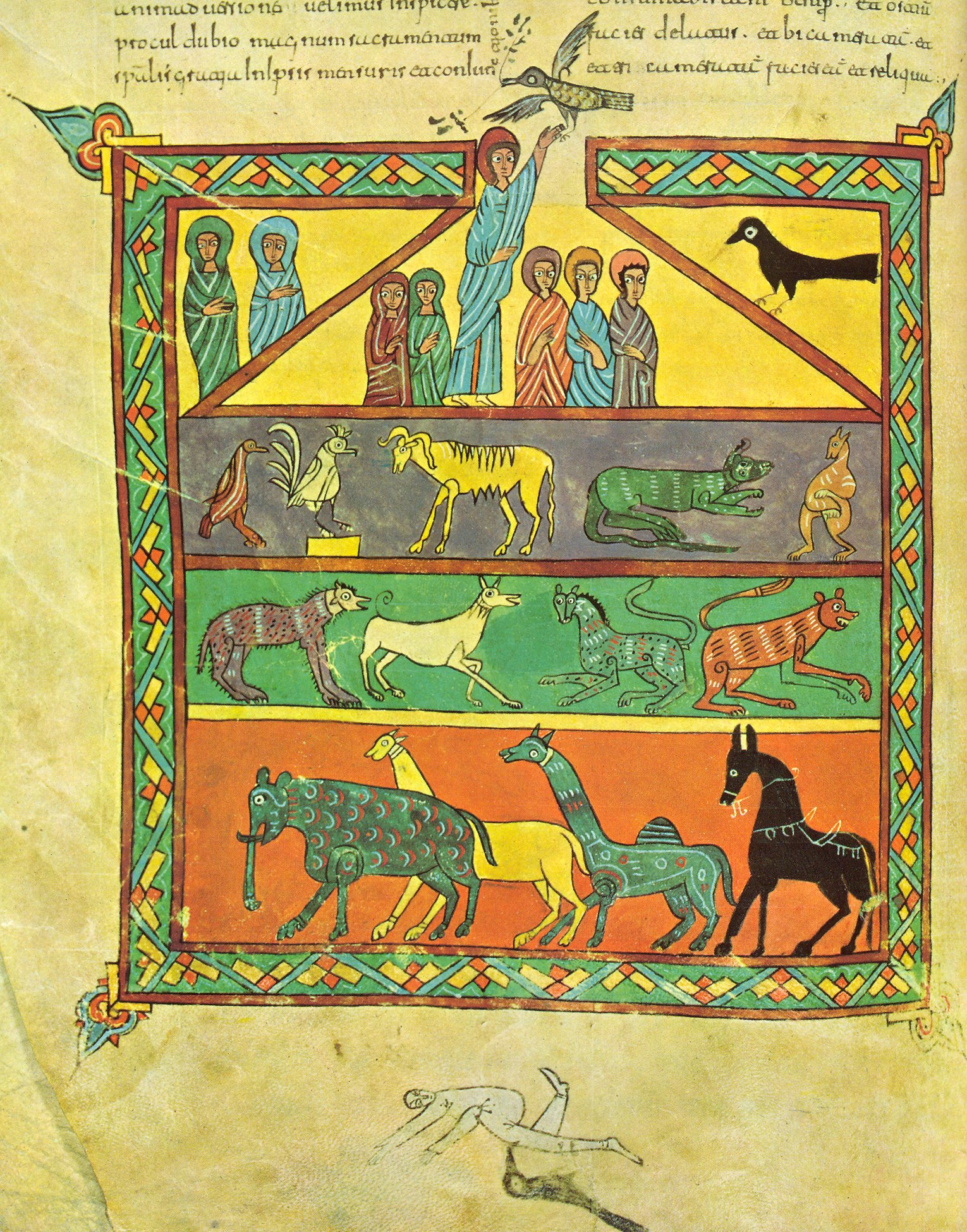
Beatus d'Urgell, f°82v L'Arca de Noè

S'anomenen Beatus o beats els manuscrits dels segles x i segle xi, il·lustrats, on es copia l'obra de Beat al llibre de l'Apocalipsi i del Llibre de Daniel per Sant Jeroni. L'obra original del Beat de Liébana es va perdre, però fou molt copiada i n'han arribat als nostres dies fins a 35 còpies manuscrites de les quals 24 conserven miniatures. Molt popular durant els segles IX-XI, els trenta-un còdexs conservats de beats formen una de les col·leccions més importants de la miniatura mossàrab.